# 제이미 블래클리
제이미 알렉산더 블래클리(Jamie Alexander Blackley, 1991년 7월 8일 ~ )는 영국 맨섬 출신 배우이다. 《네가 있어준다면》에 출연했다.

## 출연 작품
- 스노우 화이트 앤 더 헌츠맨 - 이아인 역
- 이프 아이 스테이 - 아담 역
- 이레셔널 맨
- 키즈 인 러브 - 톰 역
- 슬로터하우스 룰즈